# Territorio del Rif
Rif fue uno de los cinco territorios en que se dividió el protectorado español de Marruecos en 1935 y perduró hasta la independencia de Marruecos. Antes de la reorganización territorial del protectorado en 1943 se llamó región del Rif. Estaba situado en el centro-este del protectorado, entre los territorios de Kert y Chauen. La capital era Villa Sanjurjo, actual Alhucemas, y estaba dividido en las siguientes cabilas:
- Mestasa
- Beni Gmil
- Beni Seddat
- Ketama
- Beni Bu Frah
- Targuist
- Zarkat
- Beni Jennús
- Beni Bonzar
- Tagsut
- Beni Bu Chibet
- Beni Ahmed
- Beni Bechir
- Beni Ammart
- Beni Mezdui
- Beni Urriaguel
- Beni Iteft
- Bokoia